# Ob
Ob (ryska: Обь) är en flod i västra Sibirien i Ryssland. Huvudfloden är cirka 3 650 kilometer lång, men om bifloden Irtysj inräknas blir den totala längden cirka 5 300 kilometer. Floden rinner upp i Altajbergen - liksom Jenisej och Irtysj - och flyter sedan norrut på den Västsibiriska slätten för att mynna ut i Norra ishavet i den 700 kilometer långa och drygt 100 kilometer breda Obviken. Obs avrinningsområde är drygt 2 430 000 km² och medelvattenföringen ligger på 12 200 m³/s. Under sommarhalvåret är 3 270 kilometer av floden segelbar.
Ob rinner till en stor del igenom skog- och tundraklätt lågland som sakta sluttar norrut. Vid floden ligger bland annat staden Novosibirsk. Den har varit en viktig handelsled för pälsjägare och köpmän sedan medeltiden.
Flodens nedre lopp är fiskrikt, med Ob förorenas i de mellersta delarna av olje- och gasutvinning samt i de övre delarna av industrier (bland annat för kärnvapen) och kolbrytning i Kuznetskbäckenet.